# Ania z Zielonego Wzgórza: Dalsze dzieje
Ania z Zielonego Wzgórza: Dalsze dzieje (ang. Anne of Green Gables: The Sequel) – kanadyjski film telewizyjny z 1987 roku. Znany też pod alternatywnym tytułem Ania na Uniwersytecie.
Film jest adaptacją cyklu powieści Lucy Maud Montgomery (Ania z Avonlea, Ania na Uniwersytecie, Ania z Szumiących Topoli) oraz kontynuacją filmu Ania z Zielonego Wzgórza z 1985 roku.

## Treść
Ania Shirley skończyła osiemnaście lat. Uczy w szkole w Avonlea i zarazem czyni swoje pierwsze próby literackie. Przyjaźni się z Gilbertem, ale odrzuca jego oświadczyny. Jakiś czas później wyjeżdża i podejmuje pracę w prywatnej szkole średniej dla dziewcząt w Kingsport.

## Obsada
- Megan Follows - Ania Shirley
- Colleen Dewhurst - Maryla Cuthbert
- Patricia Hamilton - Małgorzata Linde
- Jonathan Crombie - Gilbert Blythe
- Frank Converse - Morgan Harris
- Schuyler Grant - Diana Barry
- Charmion King - Ciotka Józefina
- David Hughes - Tomasz Linde
- Rosemary Dunsmore - Katherine Brooke